# Poephila
Genre
Le genre Poephila comprend trois espèces de diamants appartenant à la famille des Estrildidae.

## Liste des espèces
D'après la classification de référence (version 2.2, 2009) du Congrès ornithologique international (ordre phylogénique) :
- Poephila personata – Diamant masqué
- Poephila acuticauda – Diamant à longue queue
- Poephila cincta – Diamant à bavette